# Pisa Calcio 2004-2005
Questa pagina raccoglie i dati riguardanti il Pisa Calcio nelle competizioni ufficiali della stagione 2004-2005.

## Stagione
Nella stagione 2004-2005 il presidente Maurizio Mian, ormai affiancato alla guida dalla società dalla madre Gabriella Gentili, conferma in panchina Antonio Cabrini e lascia intatta buona parte della rosa dei giocatori dell'anno precedente, pur ridimensionando investimenti e obiettivi.
In campionato, dopo dieci giornate e una partenza negativa, salta la panchina di Cabrini, sostituito da Marco Masi (ex giocatore nerazzurro). Con il nuovo mister la squadra inizia una lunga serie di pareggi, ottenendo 8 punti in 9 gare, e precipitando in classifica. A gennaio si assiste quindi ad una piccola rivoluzione tecnica: Masi viene sostituito da Ivo Iaconi, ben 7 giocatori vanno via e ne arrivano 8 nuovi, prevalentemente giovani in prestito dalle categorie superiori. Il cambio tecnico porta a tre vittorie consecutive e a buoni risultati fino al mese di marzo, poi la squadra non vince più e conclude il campionato a metà classifica, al 9º posto. Giacomo Lorenzini con 10 reti in campionato è il miglior marcatore di stagione.
Nella Coppa Italia di Serie C il Pisa vince il girone H di qualificazione, poi nei sedicesimi perde ai calci di rigore contro il Gualdo. A fine stagione i proprietari Mian e Gentili vendono la società e ciò produrrà una "rivoluzione" anche sul piano tecnico.

## Rosa
| N. |                   | Ruolo | Calciatore            |
| -- | ----------------- | ----- | --------------------- |
|    | Italia (bandiera) | P     | Christian Puggioni    |
|    | Italia (bandiera) | P     | Francesco Mancini     |
|    | Italia (bandiera) | P     | Domenico Di Dio       |
|    | Italia (bandiera) | D     | Emiliano Niccolini    |
|    | Italia (bandiera) | D     | Alessandro Del Grosso |
|    | Italia (bandiera) | D     | Riccardo Bettini      |
|    | Italia (bandiera) | D     | Giovanni Bartolucci   |
|    | Italia (bandiera) | D     | Alessandro Cagnale    |
|    | Italia (bandiera) | D     | Emanuele Venturelli   |
|    | Italia (bandiera) | D     | Marco Ogliari         |
|    | Italia (bandiera) | D     | Massimo Melucci       |
|    | Italia (bandiera) | D     | Gabriele Ulivi        |
|    | Italia (bandiera) | C     | Marco Andreotti       |
|    | Italia (bandiera) | C     | Andrea Bigongiali     |

| N. |                    | Ruolo | Calciatore             |
| -- | ------------------ | ----- | ---------------------- |
|    | Italia (bandiera)  | C     | Francesco Campolattano |
|    | Italia (bandiera)  | C     | Stefano Bono           |
|    | Italia (bandiera)  | C     | Jimmy Fialdini         |
|    | Italia (bandiera)  | C     | Andrea De Falco        |
|    | Italia (bandiera)  | C     | Angelo Paradiso        |
|    | Italia (bandiera)  | C     | Andrea Carozza         |
|    | Marocco (bandiera) | C     | Abderazzak Jadid       |
|    | Italia (bandiera)  | C     | Filippo Porcari        |
|    | Italia (bandiera)  | C     | Filippo Masolini       |
|    | Italia (bandiera)  | A     | Luigi Della Rocca      |
|    | Italia (bandiera)  | A     | Mario Bonfiglio        |
|    | Italia (bandiera)  | A     | Giacomo Lorenzini      |
|    | Nigeria (bandiera) | A     | Ikechukwu Kalu         |
|    | Italia (bandiera)  | A     | Mirko Ventura          |

## Risultati

### Serie C1

#### Girone di andata
| Arbitro: | Saveri (Viterbo) |

|               |           |                |
| Lorenzini 33’ | Marcatori | 76’ N. Ferrari |

| Arbitro: | Velotto (Grosseto) |

|           |           |  |
| Poggi 55’ | Marcatori |  |

| Arbitro: | Damato (Barletta) |

|                            |           |  |
| Bettini 1’ Della Rocca 63’ | Marcatori |  |

| Arbitro: | Orsato (Schio) |

|  |           |              |
|  | Marcatori | 41’ Fialdini |

| Arbitro: | Herberg (Messina) |

|                           |           |                                          |
| Melucci 37’ Bonfiglio 90’ | Marcatori | 35’ (rig.), 64’ (rig.) Coti 88’ Guidetti |

| Arbitro: | Salati (Trento) |

|                             |           |                    |
| Lorenzini 77’ Andreotti 89’ | Marcatori | 87’ (aut.) Melucci |

| Arbitro: | Gava (Conegliano) |

|                              |           |              |
| Martinetti 11’ Artistico 87’ | Marcatori | 44’ Paradiso |

| Arbitro: | Barbirati (Ferrara) |

|                     |           |                 |
| Fialdini 51’ (rig.) | Marcatori | 29’ Campolonghi |

| Busto Arsizio 7 novembre 2004 9ª giornata | Pro Patria         | 0 – 0 | Pisa | Stadio Carlo Speroni\| Arbitro: \| Brunialti (Trento) \| |
| Arbitro:                                  | Brunialti (Trento) |       |      |                                                          |

| Arbitro: | Celi (Bari) |

|  |           |            |
|  | Marcatori | 79’ Ciullo |

| Andria 21 novembre 2004 11ª giornata | Fidelis Andria       | 0 – 0 | Pisa | Stadio degli Ulivi\| Arbitro: \| Cavarretta (Trapani) \| |
| Arbitro:                             | Cavarretta (Trapani) |       |      |                                                          |

| Arbitro: | Burdin (Cormons) |

|                   |           |                    |
| Lorenzini 3’, 12’ | Marcatori | 45’, 90+3’ Ventura |

| Arbitro: | Orsato (Schio) |

|               |           |               |
| Carruezzo 34’ | Marcatori | 36’ Lorenzini |

| Arbitro: | La Rocca (Ercolano) |

|                                 |           |                         |
| Della Rocca 72’ Andreotti 90+8’ | Marcatori | 30’ R. Rubino 35’ Monza |

| Arbitro: | Damato (Barletta) |

|  |           |                    |
|  | Marcatori | 10’, 40’ Lorenzini |

| Arbitro: | Baratta (Salerno) |

|                          |           |                     |
| Lorenzini 45+3’ Kalu 53’ | Marcatori | 29’, 63’ V. Palumbo |

| 6 gennaio 2005 17ª giornata |  | – Turno di riposo Pisa |  |  |

| Arbitro: | Damato (Barletta) |

|  |           |                         |
|  | Marcatori | 82’ (rig.) Prisciandaro |

| Arbitro: | La Rocca (Ercolano) |

|                   |           |  |
| Di Deo 35’ (rig.) | Marcatori |  |

#### Girone di ritorno
| Arbitro: | Marzaloni (Rimini) |

|                            |           |          |
| N. Ferrari 5’ N. Russo 63’ | Marcatori | 88’ Bono |

| Arbitro: | Crugliano (Crotone) |

|                           |           |  |
| Melucci 19’ Lorenzini 63’ | Marcatori |  |

| Arbitro: | Forconi (Aprilia) |

|  |           |                |
|  | Marcatori | 64’ Venturelli |

| Arbitro: | Giglioni (Siena) |

|               |           |  |
| Andreotti 51’ | Marcatori |  |

| Arbitro: | Lops (Torino) |

|                     |           |  |
| Guidetti 24’, 90+2’ | Marcatori |  |

| Arbitro: | Gervasoni (Mantova) |

|  |           |               |
|  | Marcatori | 74’ Bonfiglio |

| Pisa 27 febbraio 2005 26ª giornata | Pisa            | 0 – 0 | Pistoiese | Stadio Arena Garibaldi\| Arbitro: \| Salati (Trento) \| |
| Arbitro:                           | Salati (Trento) |       |           |                                                         |

| Como 6 marzo 2005 27ª giornata | Como                 | 0 – 0 | Pisa | Stadio Giuseppe Sinigaglia\| Arbitro: \| Cavarretta (Trapani) \| |
| Arbitro:                       | Cavarretta (Trapani) |       |      |                                                                  |

| Arbitro: | Manna (Isernia) |

|               |           |  |
| Bonfiglio 81’ | Marcatori |  |

| Arbitro: | Forconi (Aprilia) |

|                   |           |               |
| Gorini 28’ (rig.) | Marcatori | 68’ Bonfiglio |

| Arbitro: | Lena (Ciampino) |

|                               |           |  |
| Lorenzini 11’ (rig.) Kalu 39’ | Marcatori |  |

| Arbitro: | Scoditti (Bologna) |

|            |           |                |
| Giglio 84’ | Marcatori | 56’ R. Bettini |

| Arbitro: | Pierpaoli (Firenze) |

|             |           |                   |
| Melucci 16’ | Marcatori | 51’, 54’ Noviello |

| Novara 10 aprile 2005 33ª giornata | Novara             | 0 – 0 | Pisa | Stadio Silvio Piola\| Arbitro: \| Ciliberto (Merano) \| |
| Arbitro:                           | Ciliberto (Merano) |       |      |                                                         |

| Arbitro: | Stallone (Foggia) |

|             |           |                       |
| Fialdini 9’ | Marcatori | 39’ Matri 87’ Morante |

| Sassari 24 aprile 2005 35ª giornata | Torres             | 0 – 0 | Pisa | Stadio Vanni Sanna\| Arbitro: \| Fugante (Macerata) \| |
| Arbitro:                            | Fugante (Macerata) |       |      |                                                        |

| 1º maggio 2005 36ª giornata |  | – Turno di riposo Pisa |  |  |

| Arbitro: | Baratta (Salerno) |

|                                   |           |               |
| Strada 21’ Campolonghi 36’ (rig.) | Marcatori | 62’ Andreotti |

| Arbitro: | Calvarese (Teramo) |

|                |           |  |
| Jadid 77’, 81’ | Marcatori |  |